# Up in Mabel’s Room (1944)
Up in Mabel’s Room ist eine US-amerikanische Filmkomödie aus dem Jahr 1944 unter der Regie von Allan Dwan. Die Hauptrollen sind mit Marjorie Reynolds, Dennis O’Keefe und Gail Patrick besetzt.
Das Drehbuch basiert auf dem Bühnenstück Up in Mabel’s Room, a Frivolous Farce of Feminine Foibles in Three Acts von Otto Harbach und Wilson Collison (New York, 15. Januar 1919).

## Handlung
Geraldine und Gary Ainsworth sind gerade mal einen Monat verheiratet und wollen diesen Tag festlich begehen. Unter den geladenen Gästen ist auch Arthur Weldon, Garys Geschäftspartner, der inzwischen mit Garys ehemaliger Freundin Mabel Essington verlobt ist. Gary ist in Sorge, da Geraldine nicht davon weiß, dass er in der Vergangenheit mit Mabel liiert war. Ganz besonders beunruhigt ihn ein Geschenk, das er Mabel seinerzeit gemacht hatte, ein Negligé, in dessen Spitze seine Initialen und eine Liebeserklärung gestickt sind. Wegen dieser Gabe, die Gary gern zurück hätte, kommt es in den folgenden Stunden und Tagen zu Verwicklungen und Verdächtigungen und Gary selbst gerät in verfängliche Situationen, aus denen er sich immer wieder in letzter Sekunde herauswinden kann. Geraldine, die zunehmend von der Situation überfordert ist, ruft ihre dominante Mutter an, um sie um Rat zu fragen, während  ein heilloses Chaos um sich greift und Gary sogar in den Verdacht gerät, ein uneheliches Kind zu haben.
Am Ende jedoch klärt sich alles und der Frieden ist wieder hergestellt. Arthur entschuldigt sich bei Mabel für sein Verhalten und Geraldine bedeutet ihrer Mutter am Telefon, dass sie ihre Hilfe nicht mehr benötige, da sie sich sicher sei, dass in ihrer Ehe alles wieder im Lot sei und Gary sie aufrichtig liebe.

## Produktion, Hintergrund, Veröffentlichung
Gedreht wurde vom 24. November bis 22. Dezember 1943 und zusätzlich vom 27. Dezember 1943 bis Anfang Januar 1944. Die Kostüme schuf Kay Nelson, für die Ausstattung war Edward G. Boyle verantwortlich.
Der Film beginnt mit einem Prolog des Inhalts, dass es viel Mut brauche, in Kriegszeiten zu handeln. Sodann wird die Frage gestellt, ob es möglich sei, ein Geheimnis vor der eigenen Frau zu verbergen. Das sei wie Krieg.
Laut Hollywood Reporter war Ray McCarey Anfang November 1943 mit der Regie des Films betraut worden, sei aber in letzter Minute durch Allan Dwan ersetzt worden. Franchot Tone war Anfang November 1943 für eine Rolle im Film angekündigt worden, ebenso wie Joan Bennett, die die Mabel spielen sollte, was sich zerschlug. Gail Patrick, die anfänglich für die Rolle der Alicia vorgesehen war, übernahm dann die Rolle der Mabel. Mischa Auer, der als Boris zu sehen ist, musste nach einem Zusammenbruch ins Krankenhaus eingeliefert werden. Marjorie Reynolds wurde von Paramount Pictures ausgeliehen.
Die Vorlage von Harbach und Collison wurde bereits 1926 unter der Regie von E. Mason Hopper mit Marie Prevost, Harrison Ford und Phyllis Haver in den Hauptrollen verfilmt. In seinem Film Getting Gertie’s Garter von 1945, in dem Dennis O’Keefe wiederum eine Hauptrolle spielte, nahm Dwan wiederum Anleihen bei diesem Film, auch hier ging es um Missverständnisse, die sich um Damenunterwäsche drehten.
Veröffentlichung
In Deutschland (Bundesrepublik und DDR) lief der Film nicht in den Kinos.
- USA: 7. April 1944 und 21. April 1944 in New York
- Portugal: 9. Juli 1944 unter dem Titel Um Noivo Tímido
- Schweden: 20. November 1944 unter dem Titel Svartsjuka fruar
- Spanien: 17. Mai 1954 in Madrid unter dem Titel Un casado en apuros
- Brasilien unter dem Titel A Combinação de Mabel
- Italien unter dem Titel Nella camera di Mabel

## Kritik
Bosley Crowther von der New York Times stellte sich selbst und dem Publikum verschiedene Fragen zu Situationen des Films, die darin mündeten, was ist lustig daran, wenn … und beantwortete diese Fragen für sich selbst damit, dass das elendig langweilig sei, das anwesende Publikum das aber wohl anders gesehen habe, da es immer wieder schallend über die Gags gelacht habe.
Jeffrey M. Anderson von Combustible Celluloid sprach davon, dass Dwan die Geschichte in lebhaftem Tempo erzähle, ständig etwas passiere und er das Kunststück beherrsche, trotzdem den Überblick zu behalten.

## Auszeichnung/Nominierung
- Oscarverleihung 1945: Oscarnominierung für Edward Paul in der Kategorie „Beste Filmmusik“ (Drama/Komödie). Die Auszeichnung ging jedoch an Max Steiner und das Filmdrama Als du Abschied nahmst.